# Гайковский мост
Гайко́вкский мост (латыш. Gajoka koka tilts) — деревянный мост через Даугаву (Западную Двину) в Даугавпилсе, соединявший район Гаёк с Гривой. Построен во время Первой мировой войны. Во время сильного наводнения весной 1922 года мост был разрушен ледяными глыбами. Оставшиеся конструкции деревянного моста способствовали образованию ледяных заторов, что являлось угрозой для безопасности железнодорожного моста, поэтому было принято решение поджечь остатки деревянного моста.
В настоящее время летом, когда на Даугаве мало воды, можно увидеть остатки деревянного моста. Остатки опор начинаются у здания водоканала и заканчиваются на другом берегу. Около некоторых опор в Даугаве образовались небольшие островки.

## Восстановление
В проекте развития города на месте, где ранее находился мост, планируется построить новый мост через Даугаву. Начать строительство планируется ориентировочно в середине 2010-х годов.